# Ossètia del Nord - Alània
Ossètia del Nord (rus: Северная Осетия; osseta: Цæгат Ирыстон/Иристон), oficialment la República d'Ossètia del Nord-Alania,  és una república de Rússia situada al nord del Caucas, a l'Europa oriental. La seva població segons el cens de 2021 és de 687.357. La capital de la república és la ciutat de Vladikavkaz, situada als peus de les muntanyes del Caucas.
Formant el 68,1% de la població de la república a partir del 2021, els ossets són un grup ètnic iranià originari de la república i la veïna Ossètia del Sud. L'osseta és una llengua iraniana oriental descendent de les llengües medievals alàniques i sàrmates antigues. A diferència de molts grups al Caucas del Nord, els ossets són predominantment cristians. No obstant això, gairebé el 30% de la població s'adhereix a la religió ètnica osseta, generalment anomenada Uatsdin (Уацдин, "La veritable fe"), i existeix una important minoria musulmana. Els russos i els ingúixos, que formen la majoria a la veïna Ingúixia, formen minories substancials a la república.
La regió d'Ossètia remunta la seva història als antics Alans, que van fundar el Regne d'Alània al segle VIII i van adoptar el cristianisme al segle ix. El regne cauria en mans dels mongols al segle xiii, i al segle XVII estaria sota el domini nominal de l'Iran Safàvida. De 1774 a 1806, Ossètia es va incorporar lentament a l'Imperi Rus, que dividiria la regió en una part del nord inclosa a l'Òblast de Tèrek, i una altra del sud inclosa a les governacions de Tibilissi i Kutaisi. Aquesta partició persistiria en el període soviètic, on Ossètia del Nord es va convertir en la República Socialista Soviètica Autònoma de la Muntanya dins de la RSFS russa, mentre que Ossètia del Sud es va convertir en un òblast autònom dins de l'RSS de Geòrgia.
Després de la dissolució de la Unió Soviètica, la república va experimentar un conflicte intern com en gran part del Caucas del Nord. L'any 1992, es va produir una breu guerra ètnica entre ossets i la població predominantment musulmana ingúix al districte de Prigorodni. La república ha experimentat el desbordament del conflicte txetxè, sobretot en la forma del setge de l'escola de Beslan de 2004. Actualment existeixen propostes perquè Rússia s'annexioni Ossètia del Sud per unir les dues Ossèties en una.
La cuina osseta es distingeix com un aspecte integral de la cultura osseta. Els pastissos d'estil osset com el Fidzhin (un pastís de carn) són un component per excel·lència de la cuina osseta. El concepte "tres pastissos" té un significat simbòlic especial i representa el Sol, la Terra i l'aigua.

## Nom
En els darrers anys de la Unió Soviètica, mentre els moviments nacionalistes van escombrar tot el Caucas, molts intel·lectuals de l'RSSA d'Ossètia del Nord van demanar el renaixement del nom d'Alània, un regne medieval dels alans.
El terme "Alània" es va popularitzar ràpidament a la vida quotidiana osseta a través dels noms de diverses empreses, un canal de televisió, organitzacions polítiques i cíviques, editorial, equip de futbol, etc. El novembre de 1994, el nom "Alània" es va afegir oficialment al títol de la república (República d'Ossètia del Nord–Alània).

## Geografia
La república està situada al Caucas del Nord. La part nord de la república està situada a la plana de Stàvropol. El 22% del territori de la república està cobert de boscos.
- Superfície: 8,000 kilòmetres quadrats
- Fronteres:
  - Internes: Kabardino-Balkària (O/NO/N), Krai de Stàvropol (N), Txetxènia (NE/E), Ingúixia (E/SE)
  - Internacionals: Geòrgia (incloent Ossètia del Sud; Mtskheta-Mtianeti, Racha-Lechkhumi i Kvemo Svaneti i Xida Kartli) (SE/S/SO)
- Punt més alt: Mont Kazbek (5,033 metres (16,512 ft))
- Distància màxima nord-sud: 130 quilometres (81 mi)
- Distància màxima est-oest: 120 quilometres (75 mi)

### Rius
Tots els rius de la república pertanyen a la conca del riu Tèrek. Els principals rius inclouen:
- Riu Tèrek (~600 km)
- Riu Urukh (104 km)
- Riu Ardon (101 km)
- Riu Kambileyevka (99 km)
- Riu Gizeldon (81 km)
- Riu Fiagdon
- Riu Sunzha (278 km)

### Muntanyes

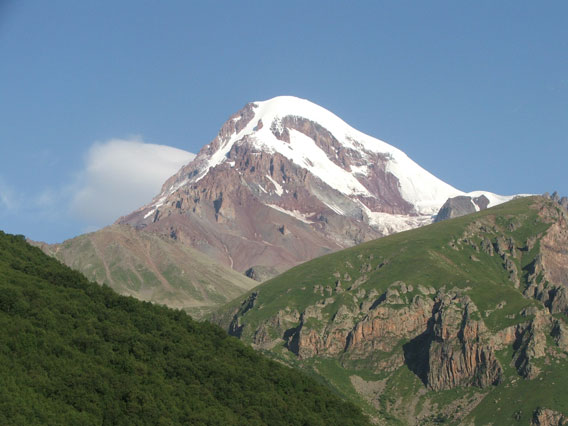
Muntanya Kazbek

Totes les muntanyes situades al territori de la república formen part del Caucas. El mont Kazbek és el punt més alt (5.033m), amb el mont Dzhimara el segon més alt (4.780m).

### Recursos naturals
Els recursos naturals inclouen minerals (coure, plata, zinc), fusta, aigua mineral, energia hidroelèctrica i reserves de petroli i gas sense explotar.

### Clima
El clima és moderat continental.
- Temperatura mitjana del gener: −5 °C (23 °F)
- Temperatura mitjana del juliol: +24 °C (75 °F)
- Precipitació mitjana anual: 400–700 mil·limetres (16–28 in) a les planes; més de 1,000 mil·limetres (39 in) a la muntanya.

## Història

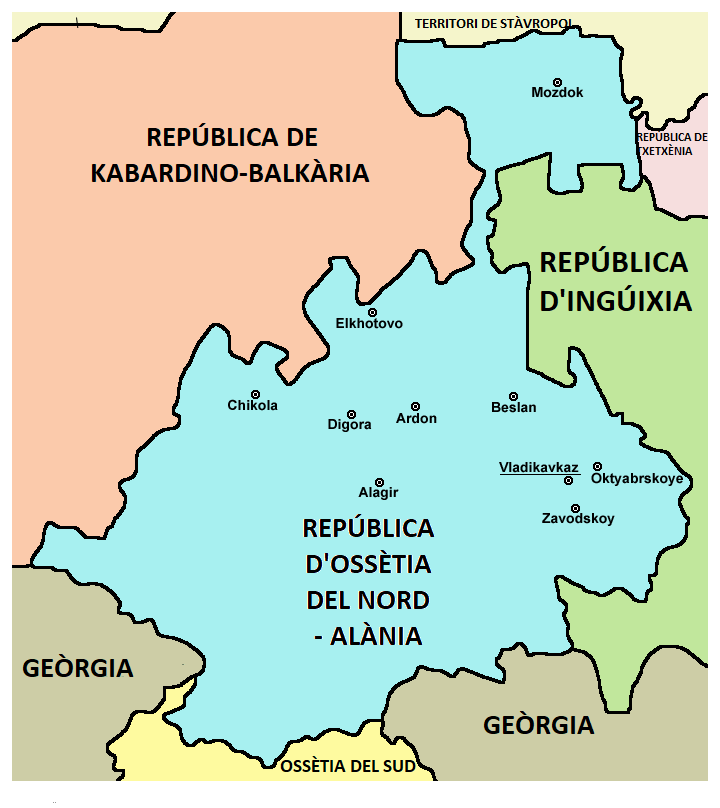
Mapa d'Ossètia del Nord

### Els alans i la influència romana d'Orient
El territori d'Ossètia del Nord, una regió agrícola molt fèrtil i part d'una ruta comercial clau a través de les Muntanyes del Caucas, va ser habitat durant milers d'anys per tribus Vainakh. Els avantpassats dels actuals ossetes, els alans, eren un poble de llengua persa, nòmades i bel·licosos, que s'instal·laren al Caucas sobre el s.VII. Dos segles més tard foren convertits al cristianisme per missioners romans d'Orient, i s'establí l'arquebisbat d'Alània Occidental, sota l'autoritat del Patriarcat de Constantinoble. Alània fou aleshores un regne fort al Caucas, beneficiant-se en gran part de la llegendària Ruta de la Seda fins a l'Xina, que passava a través del seu territori. De l'edat mitjana endavant, Alània fou aclaparada per enemics externs i va patir nombroses invasions. Les invasions del mongols i tàtars al s.XIII delmaren la població, que aleshores ja rebia el gentilici d'ossetes. Al segle xvii els kabardins van introduir-hi l'islam. Les incursions del Kanat de Crimea i l'Imperi Otomà forçaren Alània/Ossètia a una aliança amb Rússia el segle xviii.

### Dominació russa i era soviètica
El 1806 Ossètia era ja la primera gran àrea del Caucas que va restar sota la dominació russa, iniciada amb la fundació de Vladikavkaz com a primer enclavament militar rus. L'arribada dels russos accelerà el desenvolupament de la regió, amb l'establiment d'indústries i la construcció de connexions viàries per a vèncer l'aïllament d'Ossètia. L'anomenada Carretera Militar de Geòrgia, que és encara un enllaç de transport crucial a través de les muntanyes, va ser construïda el 1799. De gran importància fou també la construcció d'una línia de ferrocarril entre Vladikavkaz i Rostov del Don (Rússia). Malgrat la russificació de la cultura tradicional, la millora de les comunicacions va estimular la cultura local: a finals del segle xviii s'imprimien els primers llibres en osset. A meitats del segle xix, Ossètia passava a formar part de la regió russa de Terskaia. Després de la Revolució Russa, Ossètia del Nord formà part de l'efímera República Soviètica de Muntanya (1921). El 7 de juliol de 1924 es convertí en l'óblast autònom d'Ossètia del Nord i, el 5 de desembre de 1936, en la República Socialista Soviètica Autònoma d'Ossètia del Nord, depenent de la República Socialista Federada Soviètica de Rússia. A la Segona Guerra Mundial, la capital Vladikavkaz resistí l'atac dels nazis i marcà l'extrem oriental de la invasió. El 1944, Ossètia del Nord incorporà el districte de Prigorodni, a la dreta del riu Terek, i que havia format part de l'RSSA de Txetxènia-Ingúixia, a conseqüència de les deportacions massives dels txetxens i Inguixos que Stalin va ordenar de sota l'acusació d'haver col·laborat amb els nazis. Amb el posterior retorn dels exiliats, el conflicte territorial pel districte de Prigorodni s'ha mantingut viu fins a l'actualitat.

### Després de l'URSS
La dissolució de la Unió Soviètica va comportar tensions ètniques per als ossetes, que es dividiren entre la República d'Ossètia del Nord-Alània (1991), a la Federació Russa, i Ossètia del Sud, en territori de Geòrgia. El desembre de 1990 Geòrgia va abolir l'autonomia d'Ossètia del Sud, provocant una fugida de població local cap a Ossètia del Nord, accentuant les tensions ètniques amb els ingúixos al districte de Prigorodni. El conflicte a la veïna Txetxènia també ha afectat sovint Ossètia del Nord, com posà de manifest l'assalt de l'escola de Beslan amb més de 300 víctimes civils.

Mapa modern de la República d'Ossètia del Nord-Alània

## Economia
En els últims anys, el desenvolupament econòmic d'Ossètia del Nord–Alània ha tingut èxit; els indicadors de desenvolupament social i econòmic de la república entre 2005 i 2007 van revelar un creixement estable de tots els sectors de l'economia i dels principals paràmetres socials. La naturalesa i les condicions climàtiques de la república contribueixen al desenvolupament reeixit de diversos sectors econòmics, cosa que s'afegeix a l'abundància de recursos naturals. El producte regional brut per càpita de la regió el 2006 va ser de 61.000 rubles (2.596 dòlars) i va augmentar un 30% en el període 2005-2007. El PRB per càpita el 2007 era de 76.455 rubles. Del 2005 al 2007, el salari mitjà mensual a Ossètia del Nord-Alania es va duplicar, i els ingressos reals en efectiu van augmentar un 42,5 per cent. Pel que fa al creixement salarial mitjà mensual, la República ocupa el primer lloc al nord del Caucas.
Les prioritats econòmiques del govern regional inclouen el creixement industrial, el desenvolupament de la petita empresa, els balnearis i els centres turístics, i l'enfortiment de la disciplina pressupostària i fiscal.
Les empreses més grans de la regió inclouen Elektrozinc, Sevkavkazenergo, Pobedit (productor de tungstè i molibdè).

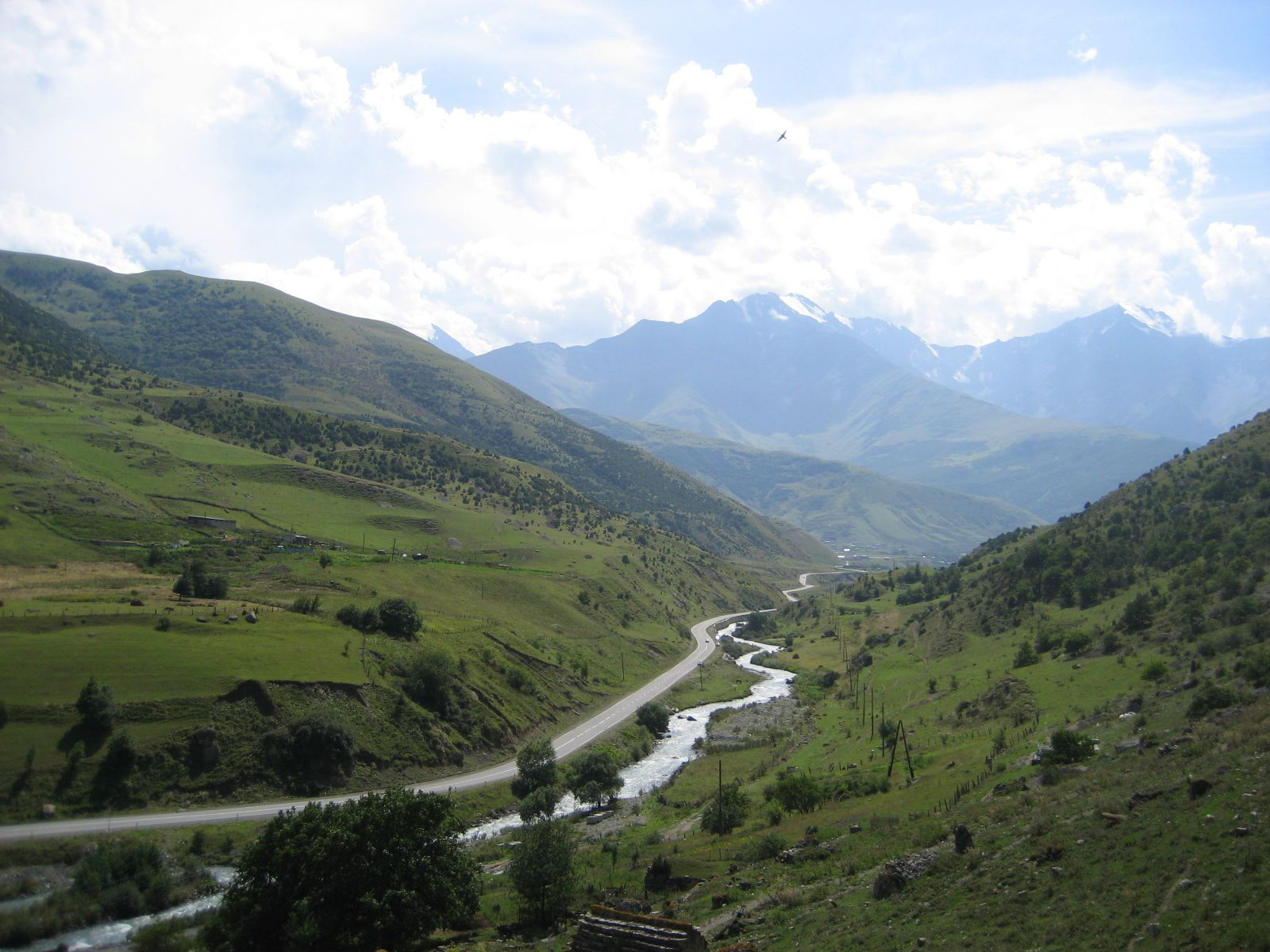
Riu Fiagdon

### Recursos naturals, agricultura i indústria

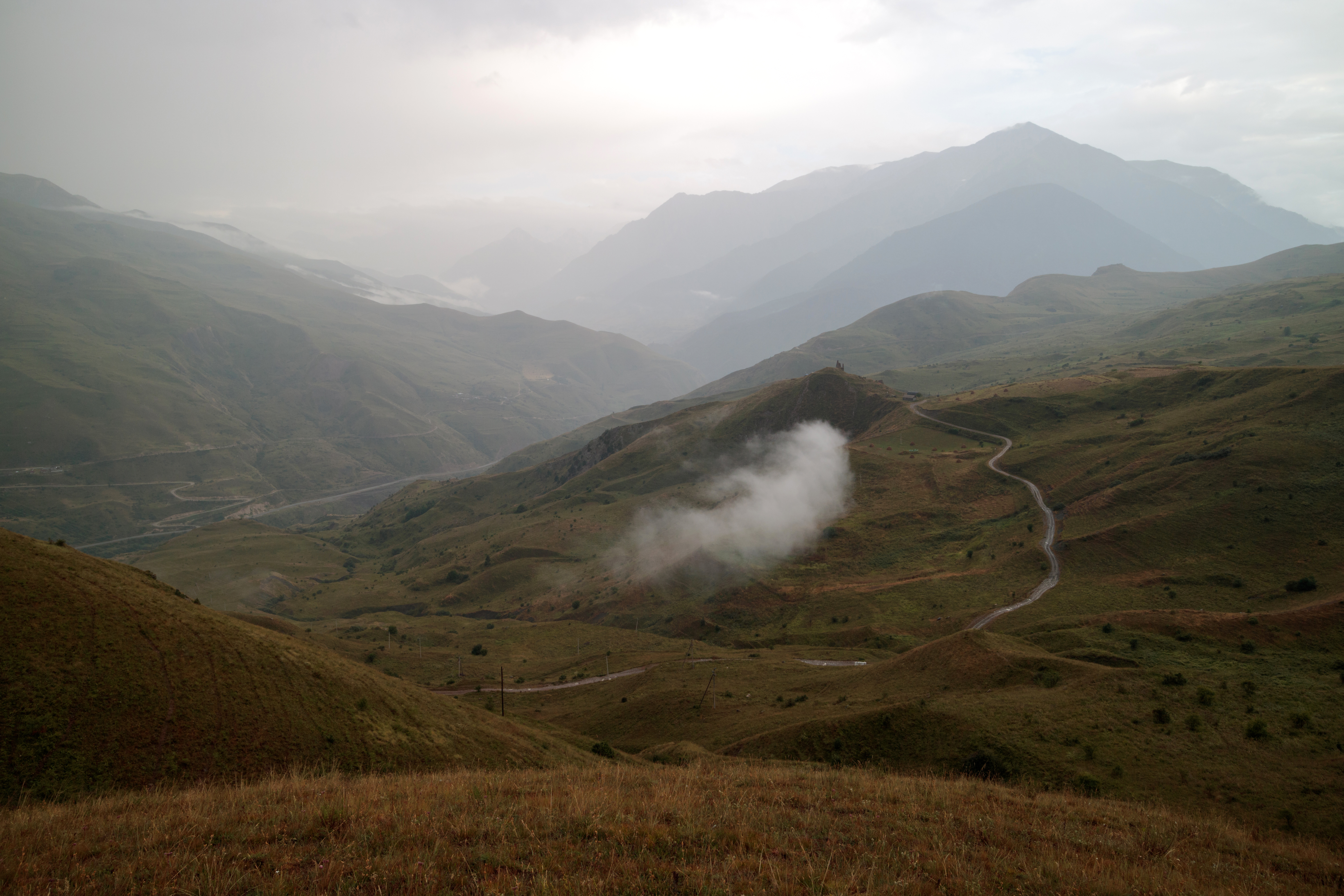
Vall del riu Urukh

Els recursos més estesos són els minerals complexos que contenen zinc i plom. Hi ha dipòsits de pedra calcària, dolomites, marbre i pedra de toc. També hi ha una gran disponibilitat de materials de construcció, com ara argila, sorra i grava. Les reserves locals de jaciments de petroli s'estimen en 10 milions de tones.
El sector agrícola és variat i especialitzat en el cultiu de blat, blat de moro i gira-sol; horticultura; viticultura; i la cria de bestiar boví i oví.

### Turisme

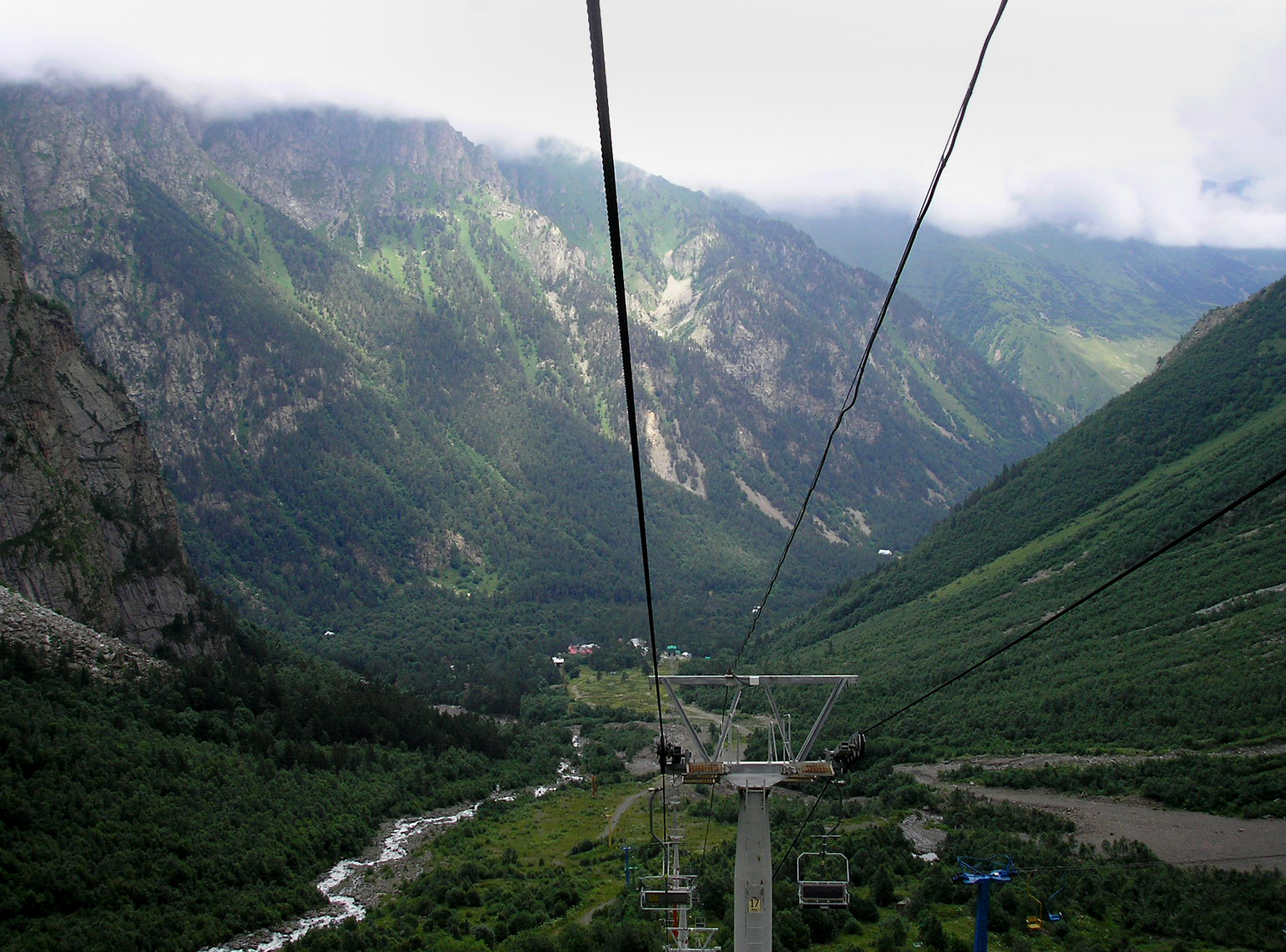
Telefèric al canó de Tsei.

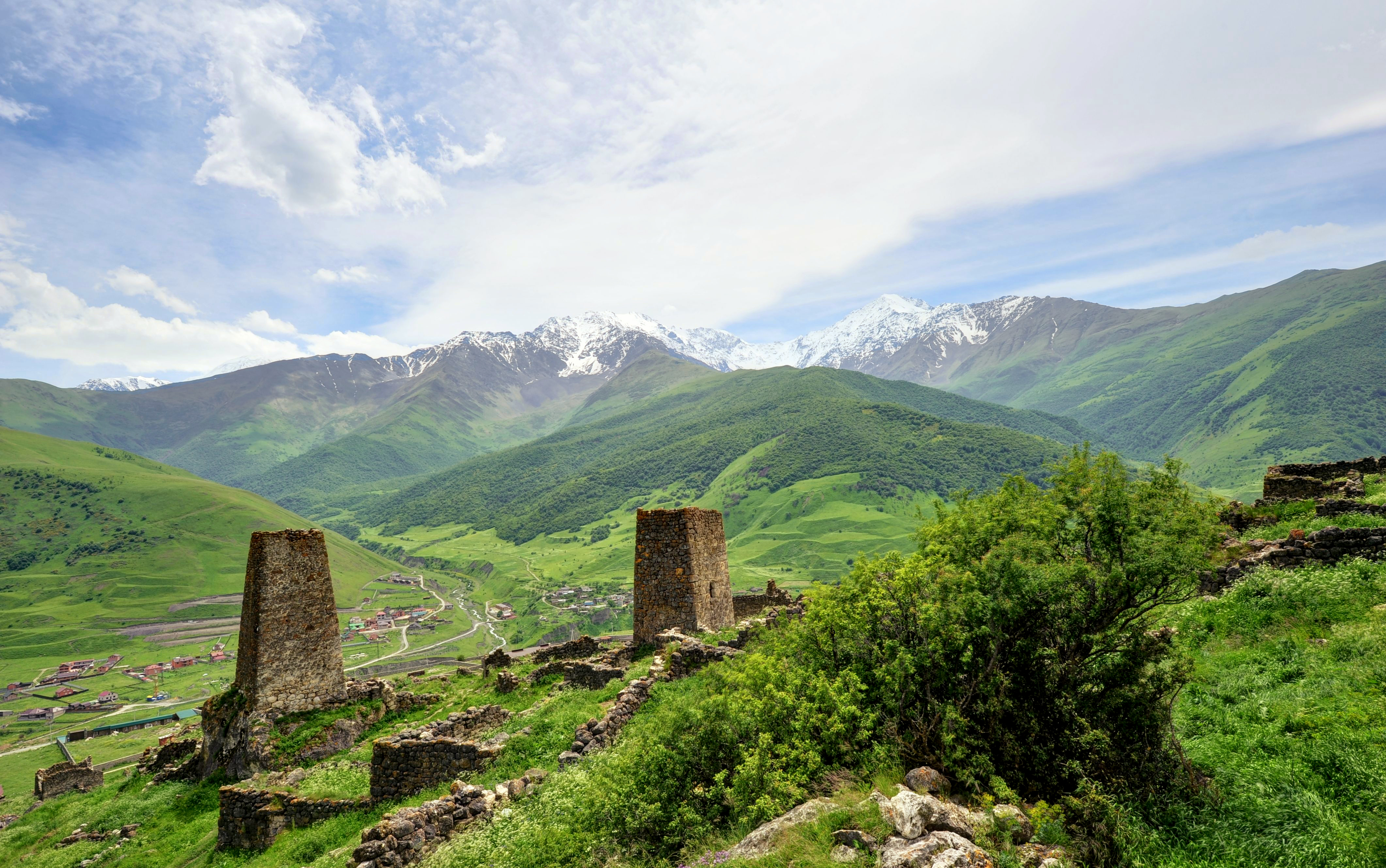
Vall de Kurtat

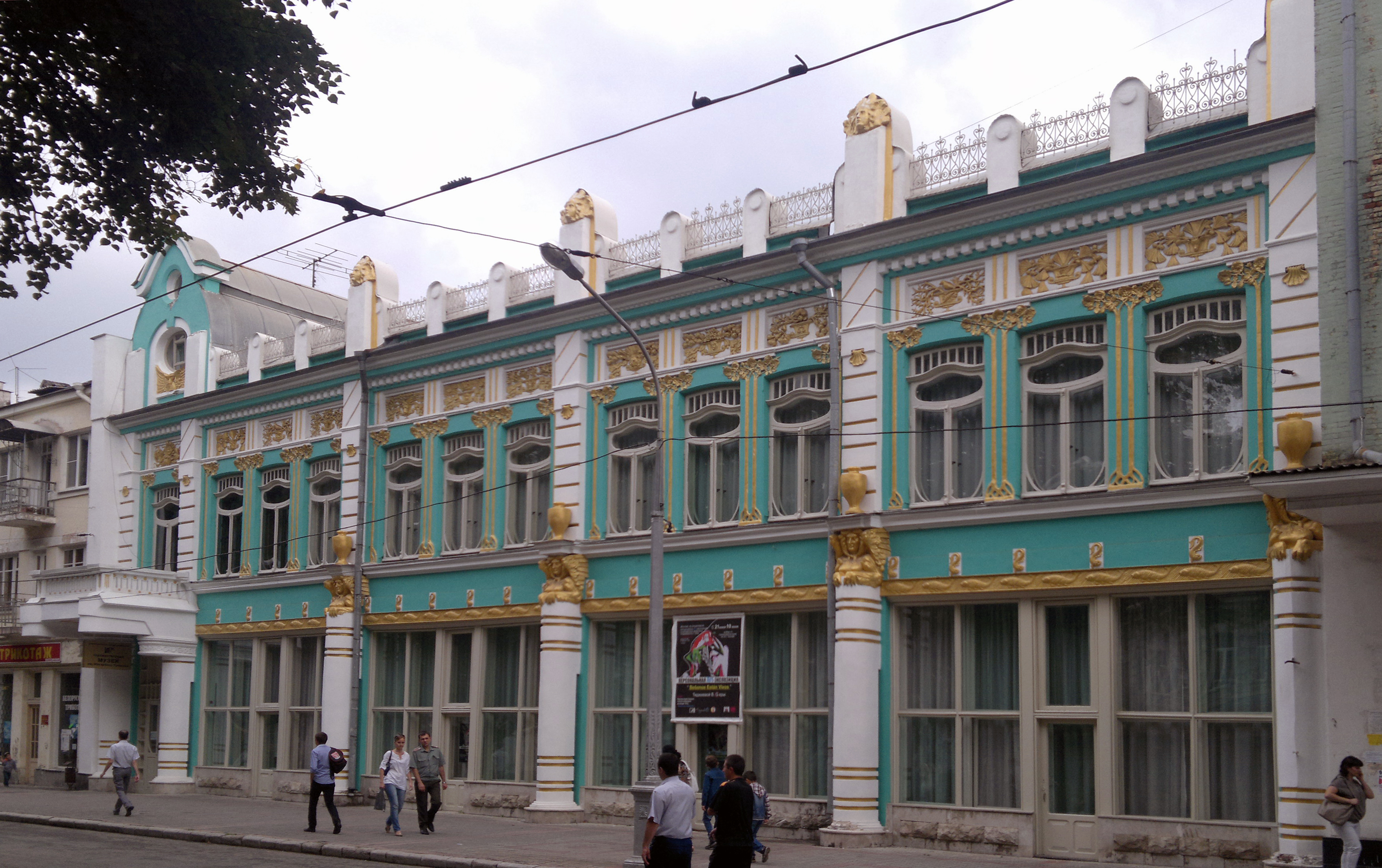
Museu d'Art M. Tuganov a Vladikavkaz

Malgrat la proximitat a Txetxènia, Ossètia del Nord està fent esforços per desenvolupar la seva indústria turística. Els projectes d'un programa de desenvolupament balneari, i el turisme s'han implementat amb èxit a la part muntanyosa de la república, segons el cap del govern regional. Hi ha prop de 3.000 monuments històrics a la República i més de la meitat de la seva àrea està ocupada pel Parc Nacional d'Alània, la Reserva Nacional d'Ossètia del Nord i les reserves de caça.
Hi ha més de 250 fonts terapèutiques, minerals i d'aigua dolça a la república amb reserves diàries estimades de 15.000 metres cúbics. A més de servir de base per als balnearis, aquestes aigües minerals també tenen el potencial de ser embotellades i venudes. Les aigües minerals d'Osseta del Nord són conegudes per les seves qualitats úniques, així com per la seva composició mineral especial.

### Infraestructura
Pel que fa a la seva infraestructura, Ossètia del Nord-Alània ocupa el segon lloc al Districte Federal Sud i el 10è de la nació. La república té algunes de les xarxes de telecomunicacions més extenses de la regió del Caucas del Nord i de Rússia. Ocupa el primer lloc pel que fa a les seves instal·lacions de xarxes de telecomunicacions al Districte Federal Sud.

## Demografia
Població: 712.980 ( Cens 2010 )
Esperança de vida:
|          | 2019      | 2021      |
| -------- | --------- | --------- |
| Mitjana: | 75,8 anys | 72,5 anys |
| Home:    | 70,5 anys | 68,1 anys |
| Dona:    | 80,6 anys | 76,5 anys |

### Estadístiques vitals
|      | Població mitjana (per 1000) | Naixements | Defuncions | Canvi natural | Taxa bruta de natalitat (per 1000) | Taxa bruta de mortalitat (per 1000) | Canvi natural (per 1000) | Taxa de Fertilitat |
| ---- | --------------------------- | ---------- | ---------- | ------------- | ---------------------------------- | ----------------------------------- | ------------------------ | ------------------ |
| 1970 | 554                         | 9,731      | 3,964      | 5,767         | 17.6                               | 7.2                                 | 10.4                     |                    |
| 1975 | 575                         | 10,368     | 4,664      | 5,704         | 18.0                               | 8.1                                 | 9.9                      |                    |
| 1980 | 598                         | 10,135     | 5,821      | 4,314         | 16.9                               | 9.7                                 | 7.2                      |                    |
| 1985 | 617                         | 11,598     | 6,047      | 5,551         | 18.8                               | 9.8                                 | 9.0                      |                    |
| 1990 | 49                          | 10,967     | 6,166      | 4,801         | 16.9                               | 9.5                                 | 7.4                      | 2.23               |
| 1991 | 679                         | 10,985     | 6,694      | 4,291         | 16.2                               | 9.9                                 | 6.3                      | 2.09               |
| 1992 | 683                         | 10,048     | 7,125      | 2,923         | 14.7                               | 10.4                                | 4.3                      | 1.89               |
| 1993 | 661                         | 8,251      | 7,872      | 379           | 12.5                               | 11.9                                | 0.6                      | 1.67               |
| 1994 | 666                         | 8,806      | 8,329      | 477           | 13.2                               | 12.5                                | 0.7                      | 1.79               |
| 1995 | 674                         | 8,781      | 8,574      | 207           | 13.0                               | 12.7                                | 0.3                      | 1.78               |
| 1996 | 680                         | 8,043      | 8,514      | −471          | 11.8                               | 12.5                                | −0.7                     | 1.62               |
| 1997 | 681                         | 7,758      | 8,378      | −620          | 11.4                               | 12.3                                | −0.9                     | 1.56               |
| 1998 | 683                         | 7,767      | 8,188      | −421          | 11.4                               | 12.0                                | −0.6                     | 1.56               |
| 1999 | 689                         | 7,195      | 8,412      | −1,217        | 10.4                               | 12.2                                | −1.8                     | 1.43               |
| 2000 | 699                         | 7,179      | 8,626      | −1,447        | 10.3                               | 12.3                                | −2.0                     | 1.39               |
| 2001 | 707                         | 7,317      | 8,205      | −888          | 10.3                               | 11.6                                | −1.3                     | 1.39               |
| 2002 | 709                         | 7,874      | 8,753      | −879          | 11.1                               | 12.3                                | −1.2                     | 1.47               |
| 2003 | 709                         | 7,978      | 8,952      | −974          | 11.3                               | 12.6                                | −1.4                     | 1.48               |
| 2004 | 707                         | 7,893      | 8,663      | −770          | 11.2                               | 12.2                                | −1.1                     | 1.46               |
| 2005 | 706                         | 7,894      | 8,654      | −760          | 11.2                               | 12.3                                | −1.1                     | 1.46               |
| 2006 | 706                         | 8,308      | 8,138      | 170           | 11.8                               | 11.5                                | 0.2                      | 1.53               |
| 2007 | 706                         | 9,556      | 7,806      | 1,750         | 13.5                               | 11.1                                | 2.5                      | 1.76               |
| 2008 | 708                         | 9,981      | 7,975      | 2,006         | 14.1                               | 11.3                                | 2.8                      | 1.83               |
| 2009 | 710                         | 10,017     | 7,987      | 2,030         | 14.1                               | 11.3                                | 2.9                      | 1.84               |
| 2010 | 712                         | 10,303     | 7,748      | 2,555         | 14.5                               | 10.8                                | 3.7                      | 1.88               |
| 2011 | 715                         | 10,375     | 7,720      | 2,655         | 14.5                               | 10.8                                | 3.7                      | 1.88               |
| 2012 | 708                         | 10,801     | 7,525      | 3,276         | 15.3                               | 10.6                                | 4.7                      | 1.96               |
| 2013 | 705                         | 10,760     | 7,394      | 3,366         | 15.3                               | 10.5                                | 4.8                      | 1.98               |
| 2014 | 705                         | 10,798     | 7,554      | 3,244         | 15.3                               | 10.7                                | 4.6                      | 2.01               |
| 2015 | 704                         | 10,341     | 7,558      | 2,783         | 14.6                               | 10.7                                | 3.9                      | 1.93               |
| 2016 | 704                         | 9,916      | 7,296      | 2,620         | 14.1                               | 10.3                                | 3.8                      | 1.89               |
| 2017 | 702                         | 8,992      | 7,151      | 1,841         | 12.8                               | 10.2                                | 2.6                      | 1.75               |
| 2018 |                             | 9,120      | 7,145      | 1,975         | 13.0                               | 10.2                                | 2.8                      | 1.83               |
| 2019 |                             | 8,589      | 7,220      | 1,369         | 12.3                               | 10.3                                | 2.0                      | 1.75               |
| 2020 |                             | 8,157      | 8,361      | -204          | 11.7                               | 12.0                                | -0.3                     | 1.72               |
| 2021 |                             | 8,091      | 9,784      | -1,693        | 11.7                               | 14.1                                | -2.4                     | 1.71               |
| 2022 |                             | 7,470      | 7,885      | -415          | 10.9                               | 11.5                                | -0.6                     | 1.59               |

### Grups ètnics
La majoria de la població d'Ossètia del Nord són cristians que pertanyen a l'Església Ortodoxa Russa, encara que també hi ha una minoria musulmana que és d'origen osseta.
Segons el cens de 2021, els ossetes representen el 68,1% de la població de la república. Altres grups inclouen russos (18,9%), ingúixs (3,8%), kumyks (2,8%), armenis (1,8%), georgians (1,0%) i una sèrie de grups més petits, cadascun representant menys de l'1% del total. població.
| Grups Ètnics | Cens de 19261 | Cens de 19261 | Cens de 1939 | Cens de 1939 | Cens de 1959 | Cens de 1959 | Cens de 1970 | Cens de 1970 | Cens de 1979 | Cens de 1979 | Cens de 1989 | Cens de 1989 | Cens de 2002 | Cens de 2002 | Cens de 2010 | Cens de 2010 | Cens de 20212 | Cens de 20212 |
| Grups Ètnics | Nombre        | %             | Nombre       | %            | Nombre       | %            | Nombre       | %            | Nombre       | %            | Nombre       | %            | Nombre       | %            | Nombre       | %            | Nombre        | %             |
| --- | ------------- | ------------- | ------------ | ------------ | ------------ | ------------ | ------------ | ------------ | ------------ | ------------ | ------------ | ------------ | ------------ | ------------ | ------------ | ------------ | ------------- | ------------- |
| Ossetes | 141,723       | 49.6%         | 165,616      | 50.3%        | 215,463      | 47.8%        | 269,326      | 48.7%        | 299,022      | 50.5%        | 334,876      | 53.0%        | 445,310      | 62.7%        | 459,688      | 65.1%        | 439,949       | 68.1%         |
| Russos | 68,192        | 23.8%         | 122,614      | 37.2%        | 178,654      | 39.6%        | 202,367      | 36.6%        | 200,692      | 33.9%        | 189,159      | 29.9%        | 164,734      | 23.2%        | 147,090      | 20.8%        | 122,240       | 18.9%         |
| Ingúixos | 23,851        | 8.3%          | 6,106        | 1.9%         | 6,071        | 1.3%         | 18,387       | 3.3%         | 23,663       | 4.0%         | 32,783       | 5.2%         | 21,442       | 3.0%         | 28,336       | 4.0%         | 24,285        | 3.8%          |
| Kumyks | 3,153         | 1.1%          | 85           | 0.0%         | 3,921        | 0.9%         | 6,363        | 1.2%         | 7,610        | 1.3%         | 9,478        | 1.5%         | 12,659       | 1.8%         | 16,092       | 2.3%         | 18,054        | 2.8%          |
| Armenis | 9,185         | 3.2%          | 8,932        | 2.7%         | 12,012       | 2.7%         | 13,355       | 2.4%         | 12,912       | 2.2%         | 13,619       | 2.2%         | 17,147       | 2.4%         | 16,235       | 2.3%         | 11,668        | 1.8%          |
| Georgians | 6,057         | 2.1%          | 6,312        | 1.9%         | 8,160        | 1.8%         | 10,323       | 1.9%         | 11,347       | 1.9%         | 12,284       | 1.9%         | 10,803       | 1.5%         | 9,095        | 1.3%         | 6,756         | 1.0%          |
| Ucraïnesos | 19,101        | 6.7%          | 7,063        | 2.1%         | 9,362        | 2.1%         | 9,250        | 1.7%         | 10,574       | 1.8%         | 10,088       | 1.6%         | 5,198        | 0.7%         | 3,251        | 0.4%         | 925           | 0.1%          |
| Altres | 14,690        | 5.1%          | 12,477       | 3.8%         | 16,938       | 3.8%         | 23,210       | 4.2%         | 26,182       | 4.4%         | 30,141       | 4.8%         | 32,982       | 4.6%         | 26,636       | 3.8%         | 22,418        | 3.5%          |
| 1 Els resultats del cens de 1926 es refereixen al territori actual, que és una combinació de l'OA d'Osset del Nord, la ciutat de Vladikavkaz i zones adjacents. 2 41.062 persones estaven registrades a partir de bases de dades administratives, i no podien declarar una ètnia. S'estima que la proporció d'ètnies en aquest grup és la mateixa que la del grup declarat. |               |               |              |              |              |              |              |              |              |              |              |              |              |              |              |              |               |               |

### Idiomes
A Ossètia del Nord hi ha dues llengües oficials: el rus, que és oficial a tot el territori rus, i l'osseta. L'osseta és una llengua indoeuropea, pertanyent al grup iranià oriental. L'osseta és una de les poques llengües iranianes parlades de manera nativa a Europa. El rus, que actua com a llengua franca a la regió, és una llengua eslava oriental i, com a tal, també pertany a la família indoeuropea, la qual cosa significa que les dues llengües estan relacionades, encara que llunyanament.

### Religió
Segons una enquesta de 2012 que va entrevistar 56.900 persones, el 49% de la població d'Ossètia del Nord-Alània s'adhereix a l'Església Ortodoxa Russa, el 10% declara ser creients cristians no afiliats, el 2% són creients cristians ortodoxos que no pertanyen. a esglésies o membres d'organismes ortodoxos no russos. La segona religió més gran és la religió ètnica osseta, anomenada generalment Uatsdin (Уацдин, "La veritable fe"), una religió escita organitzada en moviments com l'Església Atsætæ, que comprèn el 29% de la població. Els musulmans constitueixen el 30% de la població, i els protestants l'1%. A més, l'1 % de la població es declara «espiritual però no religiosa» i el 3 % és atea.

## Política

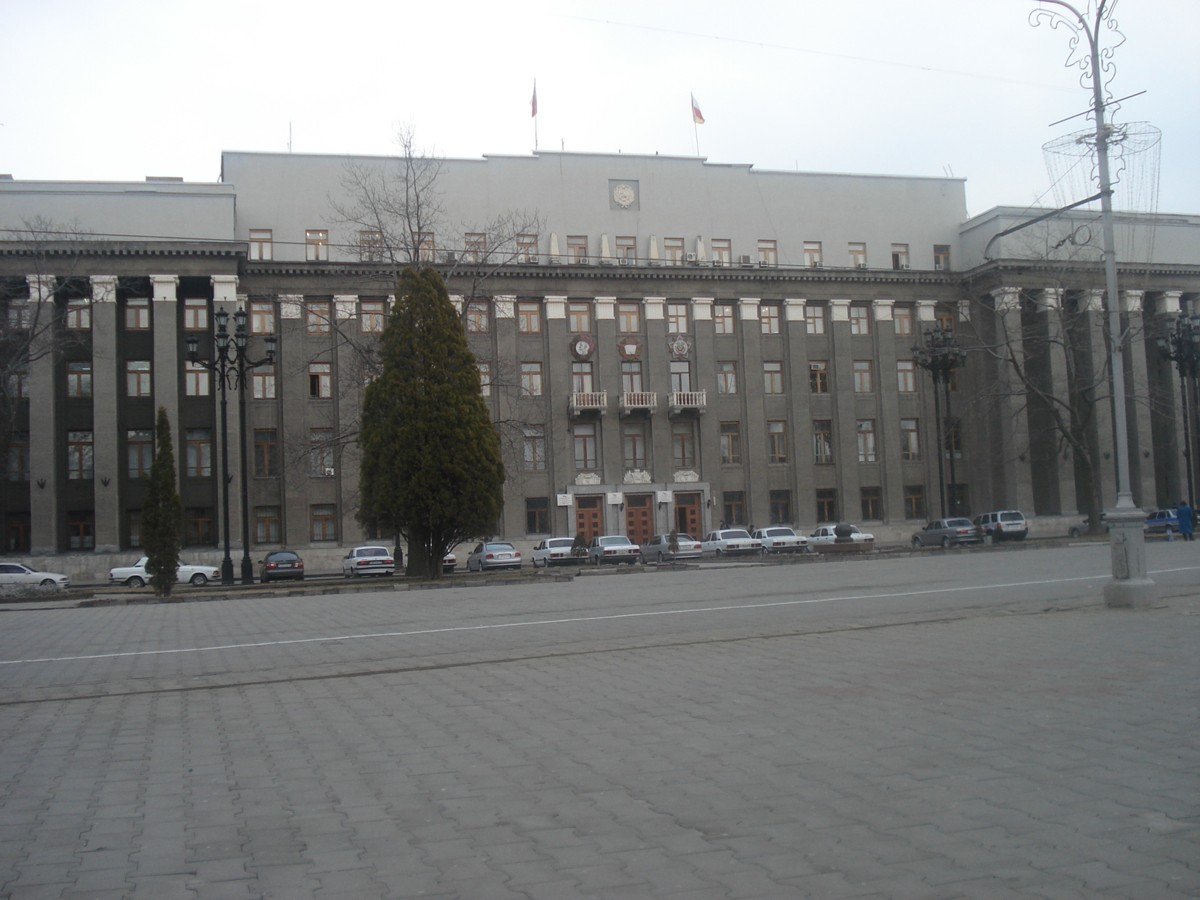
Seu del Govern de la República

Durant el període soviètic, l'alta autoritat a la república es repartia entre tres persones; el primer secretari del Comitè del Partit Comunista d'Ossètia del Nord de la Unió Soviètica (PCUS) (que en realitat tenia la màxima autoritat), el president del Soviet de l'Òblast (poder legislatiu) i el president del Comitè Executiu de la República (poder executiu). Des de 1991, el PCUS va perdre tot el poder i el cap de l'administració de la República, i finalment el governador va ser nomenat/elegit al costat del parlament regional electe.
La Constitució de la República d'Ossètia del Nord-Alania és la llei fonamental de la regió. El Parlament d'Ossètia del Nord-Alania és l'òrgan legislatiu (representatiu) permanent de la república. L'Assemblea Legislativa exerceix la seva autoritat mitjançant l'aprovació de lleis, resolucions i altres actes jurídics i supervisant l'aplicació i l'observança de les lleis i altres actes jurídics aprovats per ella. El màxim òrgan executiu és el Govern de la República, que inclou els òrgans executius territorials com les administracions de districte, els comitès i les comissions que faciliten el desenvolupament i gestionen el dia a dia de la república.
El cap de govern de la República d'Ossètia del Nord-Alània és el cap de la República. L'actual cap de la república és Sergei Meniailo. Taimuraz Mamsurov va succeir a Alexander Dzasokhov com a Cap el 31 de maig de 2005 després del setge de l'escola de Beslan.

## Cultura
Hi ha sis teatres professionals a Ossètia del Nord–Alània, així com la Filharmònica Estatal Ossètia.

## Galeria

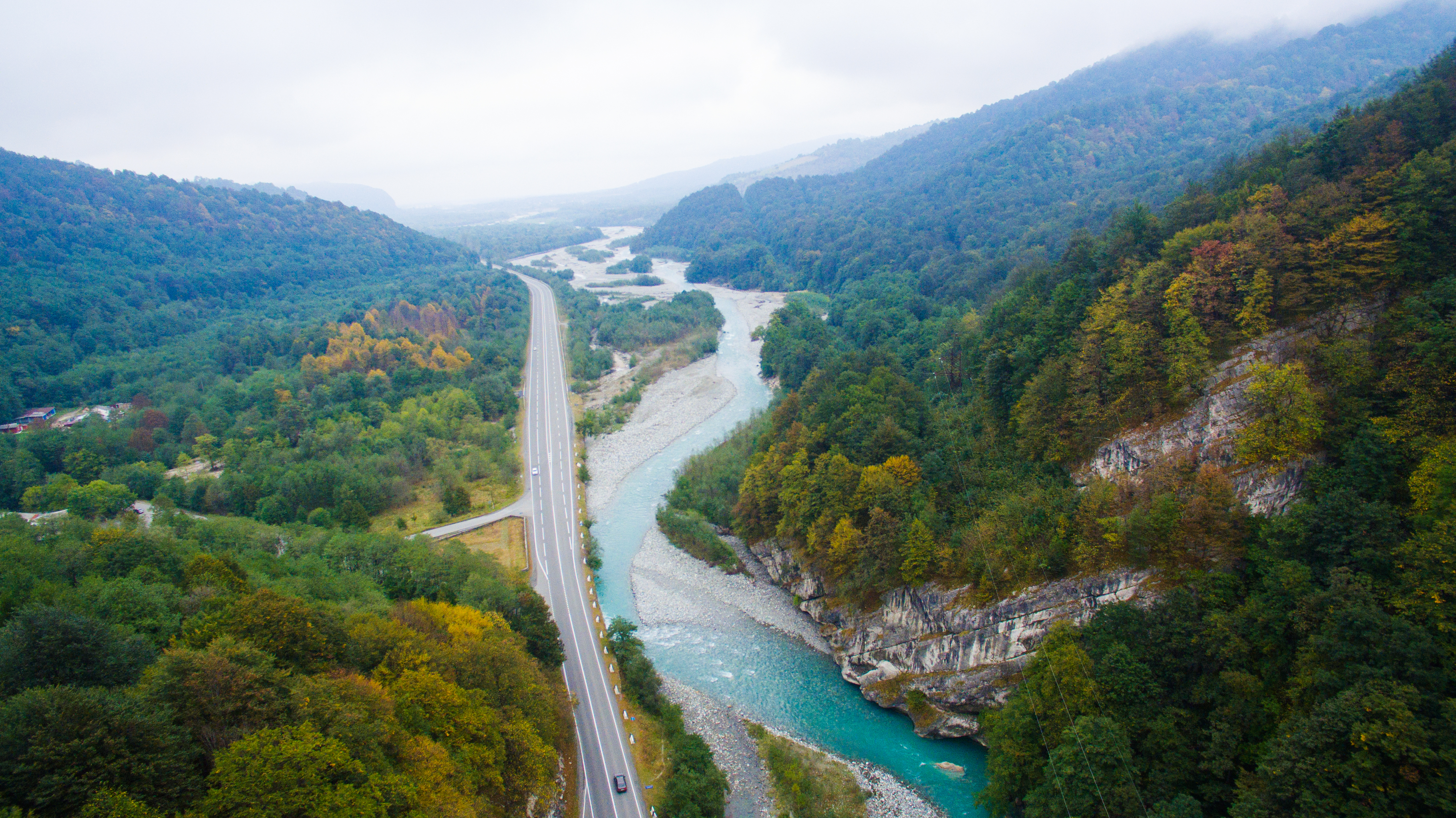
Carretera Transcaucàsica
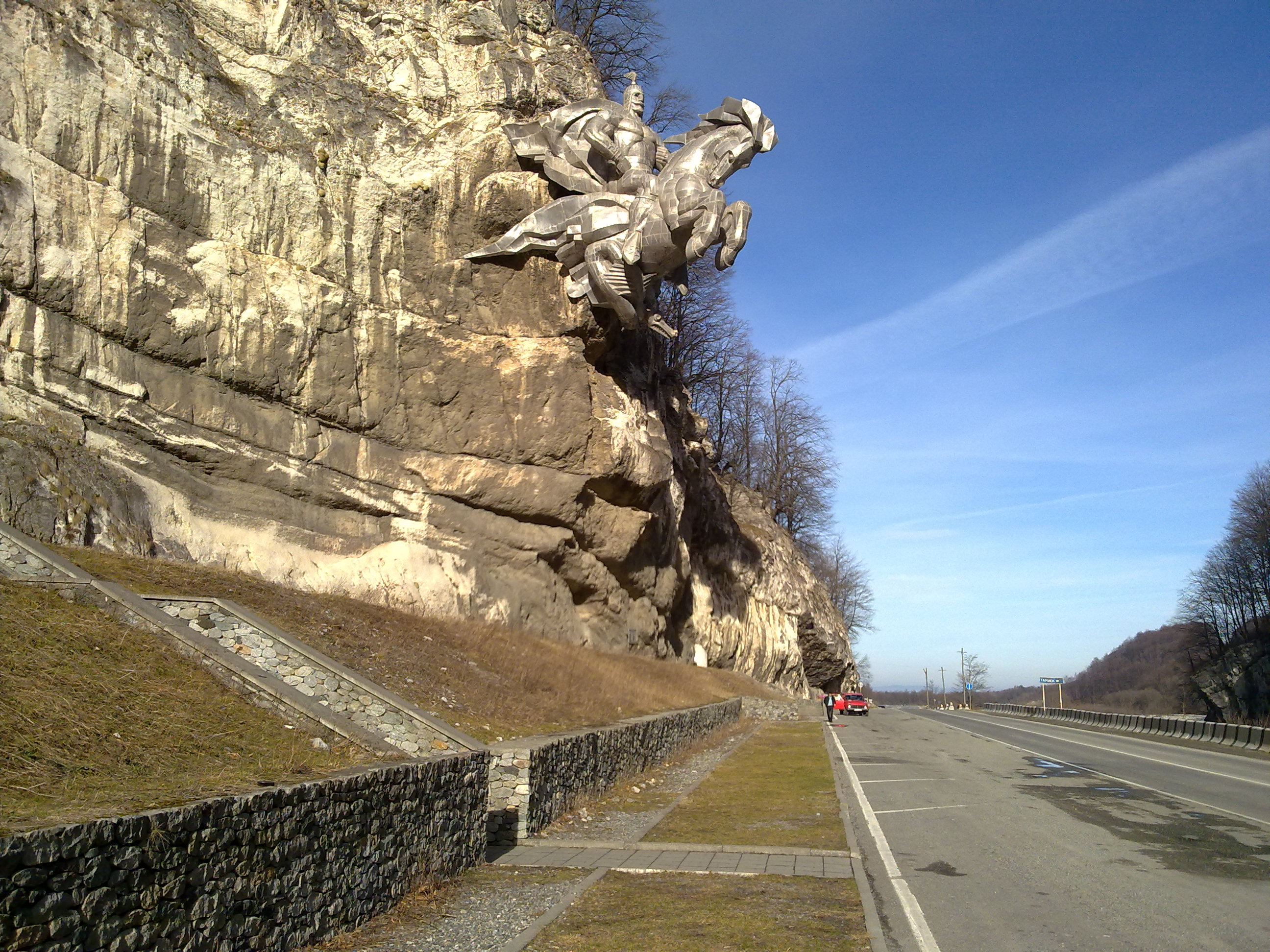
Escultura en honor a Uastirdzhi Uastirdzhi
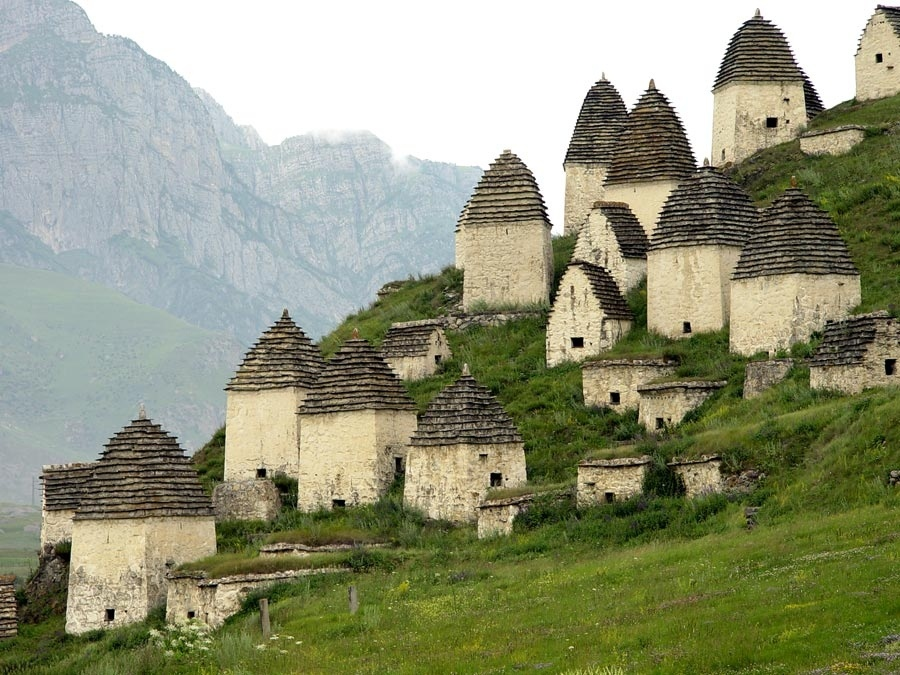
Necròpolis prop de l'assentament Dargavs
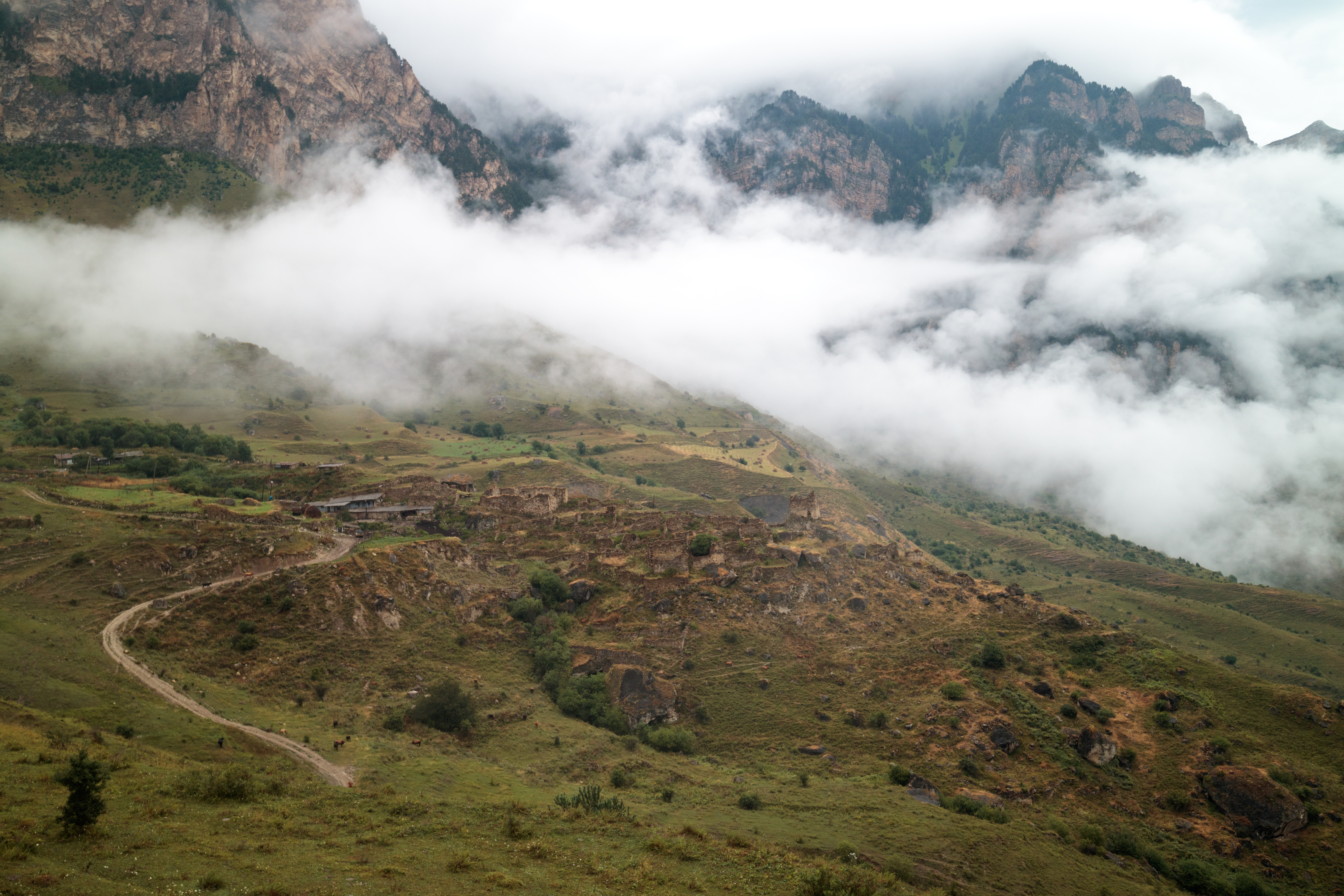
Paisatge d'Ossètia del Nord
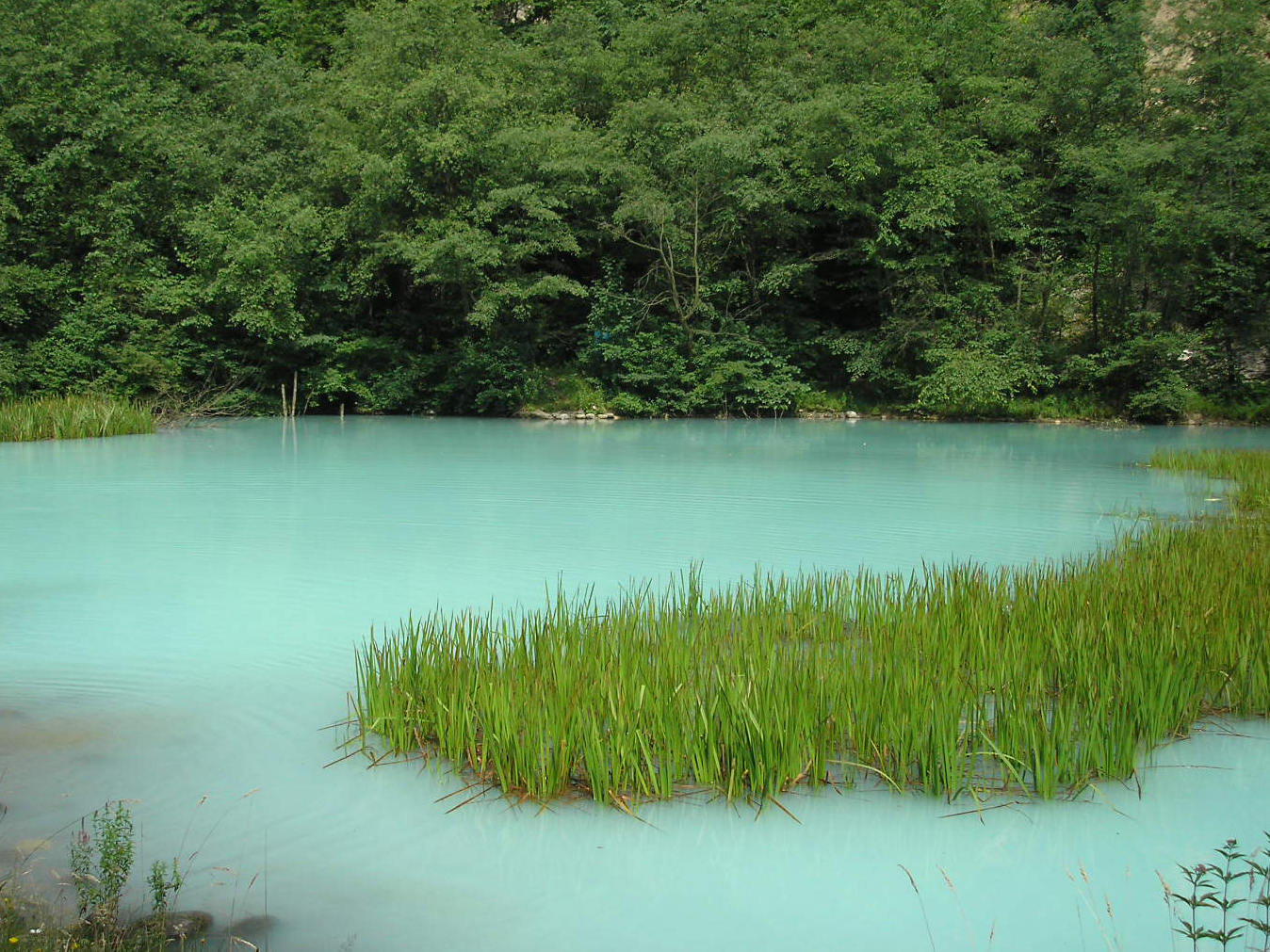
Llac mineral al congost del riu Ardon